# Article 6 de la Constitution tunisienne de 2014
L'article 6 de la Constitution tunisienne de 2014 est l'un des 146 articles de la Constitution tunisienne, mais aussi l'un des vingt articles du chapitre portant sur les dispositions générales. 

## Texte
« L’État est gardien de la religion. Il garantit la liberté de croyance, de conscience et le libre exercice des cultes ; il est le garant de la neutralité des mosquées et lieux de culte par rapport à toute instrumentalisation partisane.

L’État s’engage à diffuser les valeurs de modération et de tolérance, à protéger les sacrés et à interdire d’y porter atteinte, comme il s’engage à interdire les campagnes d’accusation d’apostasie et l’incitation à la haine et à la violence. Il s’engage également à s’y opposer. »

## Conditions de l'adoption de l'article
L'article est adopté le 4 janvier par 149 voix contre 23 et 13 abstentions. Le soir même, le représentant du parti islamiste Ennahdha, Habib Ellouze, accuse à la radio un élu de la gauche, le représentant du Front populaire Mongi Rahoui, d'être un « ennemi de l'Islam » ; cette déclaration entraîne le lendemain matin (5 janvier) de vives protestations à l'assemblée et la reprise des débats sur cet article, qui est alors complété par un alinéa interdisant l'accusation d'apostasie (takfîr) et l'incitation à la haine et à la violence. 
À la suite d'une campagne visant à faire inscrire dans l'article la criminalisation de l'atteinte au sacré, la rédaction est de nouveau reprise et aboutit à la formulation définitive le 23 janvier. La nouvelle version est adoptée avec une majorité plus faible, par 131 voix seulement.